# مقاطعة كيهيدي
كعيدي هي إحدى مقاطعات ولاية كوركول في موريتانيا.

## قائمة البلديات في المقاطعة
تتكون المقاطعة من البلديات التالية:
- كانكي
- كيهيدي
- لكصيبة 1
- نير والو
- توكومادي
- تفوند سيفي

## السكان
في عام 2000، بلغ مجموع سكان مقاطعة كيهيدي 86836 نسمة  (41346 رجلاً و 45490 امرأة).
| المقاطعة | المساحة كم2 | السكان | السكان | السكان  |
| المقاطعة | المساحة كم2 | 1988   | 2000   | 2013    |
| -------- | ----------- | ------ | ------ | ------- |
| كيهيدي   | 4300        | 73 985 | 86 836 | 121 726 |